# Kasteel van Saint-Côme
Het Kasteel van Saint-Côme (Frans: Château Saint-Côme) was een kasteel in Saint-Côme-du-Mont bij het dorpje Breville in Normandië in Frankrijk.

## Tweede Wereldoorlog
Bij het kasteel was een stoeterij met tientallen paarden, Les Haras de Bréville. Het kasteel werd tijdens de oorlog zwaar beschadigd. Het Kasteel van Saint-Côme is een kasteel even buiten het plaatsje Bréville-les-Monts.

### D-day en de daaropvolgende dagen
Het Kasteel lag in juni 1944 in het Britse deel van het invasiegebied. Het is gesitueerd op een heuvelkam en was daarom van grote militaire-strategische waarde. Deze heuvelkam lag in het operatiegebied van de 6e Britse Luchtlandingsdivisie. Hun doel was hier posities in te nemen om de verwachte Duitse tegenaanvallen vanuit het oosten op te vangen. Het 9e Parachutistenbataljon nam op 7 juni posities bij het Kasteel van Saint-Côme en kreeg vanaf dat moment verschillende Duitse aanvallen te verwerken. Op 10 juni arriveerde versterking van het 5e bataljon Black Watch Regiment. Zij zouden de volgende dag een aanval op de Duitse posities op het dorp Bréville-les-Monts uitvoeren. Deze aanval liep echter stuk op de Duitse verdedigers in het dorp en moest zonder succes worden afgebroken.

### Consolidatie van het front
In de weken die volgden stabiliseerde zich hier het front. Diverse eenheden hebben hier het front overgenomen. Onder meer eenheden van de 51e Highland divisie en andere Britse eenheden. Van 12 tot 24 augustus 1944 bezette de Prinses Irene Brigade een gebied bij het Kasteel van Saint-Côme, dat onder voortdurend Duits artillerievuur lag en waar vooral 's nachts drukke patrouilleactiviteiten waren. In een huisje bij het kasteel werd het hoofdkwartier van de Brigade gevestigd.

### Monument
Op 11 december 2003 werd daar een plaquette onthuld door de Brigade in het bijzijn van burgemeester Valerie Parkinson.
De tekst op de plaquette is in het Nederlands en het Frans aangebracht: